# Dysstroma
Dysstroma is een geslacht van vlinders uit de familie van de spanners (Geometridae) en de onderfamilie Larentiinae.

## Soorten
- D. albiangulata Warren, 1893
- D. brunneata (Packard, 1867)
- D. brunneoviridata Heydemann, 1938
- D. calamistrata Moore, 1867
- D. carescotes Prout, 1938
- D. casloata Taylor, 1910
- D. ceprona Swinhoe, 1902
- D. cervinifascia Walker, 1862
- D. cinereata Moore, 1867
- D. citrata (Linnaeus, 1761) - gehoekte schimmelspanner
- D. colvillei Blackman, 1926
- D. concinnata Stephens, 1831
- D. corussaria Oberthür, 1880
- D. cuneifera Warren, 1898
- D. decorata Taylor, 1910
- D. dentifera Warren, 1896
- D. ethela Hulst, 1896
- D. filigrammaria Heydemann, 1938
- D. flavifusa Heydemann, 1929
- D. formosa (Hulst, 1896)
- D. fulvipennis Hampson, 1902
- D. fumata Bastelberger, 1911
- D. glacialis Hulst, 1898
- D. hemiagna Prout, 1938
- D. hersiliata (Guenée, 1858)
- D. heydemanni Prout, 1931
- D. hulstata Taylor, 1907
- D. imitaria Heydemann, 1929
- D. incolorata Heydemann, 1929
- D. infuscata (Tengström, 1869)
- D. japonica Heydemann, 1929
- D. korbi Heydemann, 1929
- D. latefasciata (Blocker, 1908)
- D. leoninata Packard, 1871
- D. mackieata Cotes & Swinhoe, 1923

- D. mancipata (Guenée, 1858)
- D. morosata Hübner & Geyer, 1837
- D. occidentata Taylor, 1910
- D. ochreogriseata Heydemann, 1929
- D. pendleburyi Prout, 1932
- D. planifasciata Prout, 1914
- D. proavia Heydemann, 1929
- D. pseudimmanata Heydemann, 1929
- D. psodoidaria Heydemann, 1932
- D. rectiflavata McDunnough, 1941
- D. rotundatefasciata Heydemann, 1932
- D. rufinrunnea Warren, 1900
- D. rutlandia McDunnough, 1943
- D. sagittiferata Heydemann, 1961
- D. shana Bryk, 1942
- D. sikkimensis Heydemann, 1932
- D. singularia Heydemann, 1929
- D. sobria Swett, 1917
- D. subapicaria Moore, 1862
- D. superba Heydemann, 1932
- D. tenebricosa Heydemann, 1929
- D. truncata (Hufnagel, 1767) - schimmelspanner
- D. volutata Prout, 1914
- D. walkerata Pearsall, 1909